# تیم ملی فوتبال دانمارک

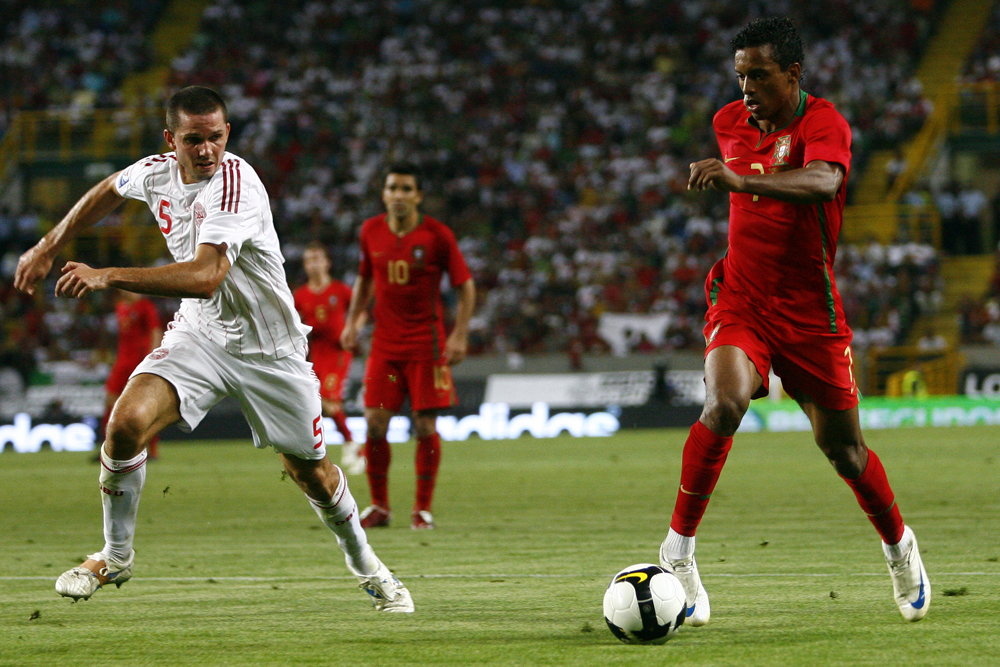

تیم ملی فوتبال دانمارک یک تیم فوتبال بین‌المللی است که به نمایندگی از کشور دانمارک به میدان می‌رود. این تیم زیر نظر فدراسیون فوتبال دانمارک فعالیت می‌کند.
دانمارک سابقه قهرمانی در جام ملتهای اروپا سال ۱۹۹۲ را در کارنامه خود دارد.